# Brandon (Nueva York)
Brandon es un pueblo ubicado en el condado de Franklin en el estado estadounidense de Nueva York. En el año 2000 tenía una población de 542 habitantes y una densidad de 5.1 personas por km².

## Demografía
Según la Oficina del Censo en 2000 los ingresos medios por hogar en la localidad eran de $28.500 y los ingresos medios por familia eran $27.361. Los hombres tenían unos ingresos medios de $30.809 frente a los $21.053 para las mujeres. La renta per cápita para la localidad era de $13.663. Alrededor del 22,7% de la población estaba por debajo del umbral de pobreza.